# آوتیک آوتیسیان
آوتیک آرامائیسی آوتیسیان (ارمنی: Ավետիք Արամայիսի Ավետիսյան؛ زادهٔ ۲۵ ژانویهٔ ۱۹۵۲) نقاش اهل ارمنستان است.

## زندگی‌نامه
وی در ۲۵ ژانویه ۱۹۵۲ در یغنود به دنیا آمد و از کالج دولتی هنرهای زیبای پانوس ترلمزیان و آکادمی دولتی هنرهای زیبای ارمنستان فارغ‌التحصیل گشت. آوتیسیان عضو اتحادیه نقاشان ارمنستان است. وی برنده جوایزی همچون مدال موسس خورناتسی است.